# KeyNote
KeyNote — компьютерная программа, предназначенная для структурирования, отображения и хранения разнородной текстовой информации.
Распространяется в соответствии с лицензией Open Source, Mozilla Public License версии 1.1. Реализована на языке программирования Delphi. По состоянию на февраль 2014 года известна только реализация для ОС Windows.

## История
Программа KeyNote (в некоторых источниках называемая Tranglos KeyNote) разработана польским программистом Marek Jedlinski в 2001 году и поддерживалась им до 2005 года. В 2007 году испанский энтузиаст Daniel Prado Velasco продолжил разработку программы, добавив в неё ряд новых функций и переименовав её в KeyNote NF.
Программа KeyNote неоднократно фигурировала в списке Pricelessware на форуме alt.comp.freeware. В 2003 году она была удостоена награды Certified Powertool от популярного в то время софт-форума PowerTools, имеет другие награды, перечисленные на официальном сайте разработчика.

## Tranglos KeyNote
Аналогично Microsoft Excel, документ KeyNote (далее называемый записной книжкой) может иметь несколько вкладок (англ. note). Информация, расположенная на каждой из вкладок, представлена в виде иерархической древовидной структуры. Заметки (англ. node), входящие в состав этой структуры, представляют собой текстовые документы. Предусмотрена возможность форматирования текста заметок.
KeyNote имеет много функциональных возможностей, некоторые из которых редко встречаются в аналогичных программах:
- глобальный поиск по всей записной книжке, в процессе поиска формируется и отображается в отдельном окне список всех вхождений заданной строки поиска;
- многие элементы интерфейса программы и сочетания клавиш настраиваемы;
- каждая вкладка и каждая заметка может быть снабжена иконкой, имеется предустановленный комплект иконок с возможностью его пополнения;
- шифрование данных и защита записной книжки паролем;
- несколько уровней сжатия записной книжки;
- экспорт и импорт файлов различных форматов, в том числе записных книжек аналогичных программ DartNotes и TreePad;
- создание макросов для выполнения повторяющихся действий;
- использование плагинов;
- создание шаблонов;
- стили текста и стили абзаца;
- виртуальные заметки (англ. virtual node) - динамически обновляемые заметки, содержимое которых хранится не в самой записной книжке, а во внешних файлах;
- автоматический захват содержимого буфера обмена;
- вставка в заметки OLE-вложений, таких как изображения, математические формулы, документы Microsoft Office и др.;
- менеджер файлов.

## KeyNote NF
В этой версии программа была значительно переработана, в ней появились дополнительные функции:
- поддержка Unicode;
- для каждой заметки предусмотрен чекбокс, используемый в ряде ситуаций для скрытия и отображения части заметок;
- сигналы напоминания;
- вставка таблиц в заметки реализована не на основе механизма OLE, как это было в ранних версиях, а посредством инструментов стандартной библиотеки msftedit.dll;
- поддержка языков интерфейса, отличных от английского;
- ещё одна разновидность виртуальных заметок - зеркальные копии (англ. mirror node) других, уже имеющихся в данной книге заметок.

## Альтернативы
Существует очень много программ, по функциональности аналогичных KeyNote. В некоторых из них (AllMyNotes Organizer, TreeDBNotes Pro, SEO Note, EssentialPIM, Info Angel, NoteCase Pro) реализован импорт и экспорт файлов в формате KeyNote. Здесь представлено лишь несколько аналогов для наиболее популярных операционных систем.
Windows
- Treepad Business Edition
- KeepNote
- Evernote
- EssentialPIM

Linux
- CherryTree
- KeepNote
- TuxCards